# Dakar-rally 2008
De Dakar-rally 2008 moest de 30e editie worden van de Dakar-rally. De editie werd echter een dag voor de start afgeblazen om veiligheidsredenen.

## Parcours
De start was gepland in de Portugese hoofdstad Lissabon op 5 januari 2008. De rally zou vervolgens via Spanje, Marokko, de Westelijke Sahara en Mauritanië naar Senegal trekken om daar op 20 januari traditioneel te eindigen in de Senegalese hoofdstad Dakar. De totale afstand zou 9273 km bedragen, waarvan 5736 km als special en 3537 km als verbindingsetappe.
| Etappe | Datum      | Van                   | Naar                  | Verbinding            | Special Stage         | Verbinding            | Totale afstand        |
| ------ | ---------- | --------------------- | --------------------- | --------------------- | --------------------- | --------------------- | --------------------- |
| 1      | 5 januari  | Lissabon              | Portimão              | 104 km                | 120 km                | 262 km                | 486 km                |
| 2      | 6 januari  | Portimão              | Málaga                | 15 km                 | 60 km                 | 460 km                | 535 km                |
| 3      | 7 januari  | Nador                 | Er Rachidia           | 182 km                | 372 km                | 16 km                 | 717 km                |
| 4      | 8 januari  | Er Rachidia           | Ouarzazate            | 29 km                 | 356 km                | 199 km                | 584 km                |
| 5      | 9 januari  | Ouarzazate            | Guelmim               | 188 km                | 498 km                | 148 km                | 834 km                |
| 6      | 10 januari | Guelmim               | Smara                 | 66 km                 | 454 km                | 105 km                | 625 km                |
| 7      | 11 januari | Smara                 | Atâr                  | 198 km                | 619 km                | 12 km                 | 829 km                |
| 8      | 12 januari | Atâr                  | Nouakchott            | 44 km                 | 450 km                | 37 km                 | 531 km                |
| -      | 13 januari | Rustdag in Nouakchott | Rustdag in Nouakchott | Rustdag in Nouakchott | Rustdag in Nouakchott | Rustdag in Nouakchott | Rustdag in Nouakchott |
| 9      | 14 januari | Nouakchott            | Nouadhibou            | 37 km                 | 525 km                | 86 km                 | 648 km                |
| 10     | 15 januari | Nouadhibou            | Atâr                  | 111 km                | 552 km                | 22 km                 | 685 km                |
| 11     | 16 januari | Atâr                  | Tidjikja              | 35 km                 | 524 km                | 133 km                | 692 km                |
| 12     | 17 januari | Tidjikja              | Kiffa                 | 131 km                | 398 km                | 2 km                  | 531 km                |
| 13     | 18 januari | Kiffa                 | Kiffa                 | 25 km                 | 484 km                | 6 km                  | 515 km                |
| 14     | 19 januari | Kiffa                 | Saint-Louis           | 326 km                | 301 km                | 130 km                | 757 km                |
| 15     | 20 januari | Saint-Louis           | Dakar                 | 239 km                | 23 km                 | 42 km                 | 304 km                |

### Afstanden
| Soort         | Afstand |
| ------------- | ------- |
| Verbinding    | 3537 km |
| Special Stage | 5736 km |
| Totaal        | 9273 km |

## Deelnemers

### Aantal deelnemers
| Moment       | Motoren | Quads | Auto's | Trucks | Totaal |
| ------------ | ------- | ----- | ------ | ------ | ------ |
| Ingeschreven | 233     | 23    | 206    | 99     | 561    |

### Belangrijkste deelnemers

#### Motoren
| Constructeur | Nummer | Rijder                   | Model              | Team                |
| ------------ | ------ | ------------------------ | ------------------ | ------------------- |
| KTM          | 1      | Cyril Despres            | KTM LC4 660 Rallye | Red Bull KTM        |
| KTM          | 2      | Marc Coma                | KTM LC4 660 Rallye | KTM Repsol          |
| KTM          | 3      | David Casteu             | KTM LC4 660 Rallye | KTM Austria         |
| KTM          | 4      | Pål Anders Ullevålseter  | KTM 690            | Scandinavia         |
| KTM          | 5      | Hélder Rodrigues         | KTM 690            | Lagos               |
| KTM          | 20     | Francisco López Contardo | KTM LC4 660 Rallye | Movistar KTM        |
| KTM          | 26     | Ruben Faria              | KTM 690            | Petrobras Lubrax    |
| Yamaha       | 7      | Michel Marchini          | Yamaha WRF 450     | HFP Off Road Yamaha |
| Yamaha       | 12     | David Frétigné           | Yamaha WRF 450     | Orlen               |
| Honda        | 8      | Thierry Béthys           | Honda CRF 450      | TB Racing           |

#### Auto's
| Constructeur   | Nummer | Rijder                                               | Model                     | Team                       |
| -------------- | ------ | ---------------------------------------------------- | ------------------------- | -------------------------- |
| Mitsubishi     | 300    | Stéphane Peterhansel Jean-Paul Cottret               | Mitsubishi Pajero Evo     | Repsol Mitsubishi Ralliart |
| Mitsubishi     | 302    | Luc Alphand Gilles Picard                            | Mitsubishi Pajero Evo     | Repsol Mitsubishi Ralliart |
| Mitsubishi     | 304    | Nani Roma Cararach Lucas Cruz Senra                  | Mitsubishi Pajero Evo     | Repsol Mitsubishi Ralliart |
| Mitsubishi     | 307    | Hiroshi Masuoka Pascal Maimon                        | Mitsubishi Pajero Evo     | Repsol Mitsubishi Ralliart |
| Volkswagen     | 301    | Carlos Sainz Michel Périn                            | Volkswagen Race Touareg 2 | Volkswagen Motorsport      |
| Volkswagen     | 303    | Giniel De Villiers Dirk von Zitzewitz                | Volkswagen Race Touareg 2 | Volkswagen Motorsport      |
| Volkswagen     | 306    | Mark Miller Ralph Pitchford                          | Volkswagen Race Touareg 2 | Volkswagen Motorsport      |
| Volkswagen     | 312    | Carlos Sousa Andreas Schulz                          | Volkswagen Race Touareg 2 | Lagos                      |
| Volkswagen     | 314    | Dieter Depping Timo Gottschalk                       | Volkswagen Race Touareg 2 | Volkswagen Motorsport      |
| BMW X-Raid     | 305    | Nasser Saleh Al-Attiyah Tina Maria Christina Thörner | BMW X3 CC                 | X-Raid GmbH                |
| BMW X-Raid     | 308    | Guerlain Chicherit Matthieu Baumel                   | BMW X3 CC                 | X-Raid GmbH                |
| BMW X-Raid     | 313    | Bruno Saby Alain Guéhennec                           | BMW X3 CC                 | X-Raid GmbH                |
| BMW X-Raid     | 315    | Paulo Nobre Filipe Palmeiro                          | BMW X3 CC                 | Lagos                      |
| Schlesser-Ford | 309    | Jean-Louis Schlesser Arnaud Debron                   | Schlesser Original        | Schlesser - Aventures      |
| Schlesser-Ford | 317    | José Luis Monterde Jean-Marie Lurquin                | Schlesser Original        | Henrard Racing             |
| Schlesser-Ford | 321    | Dominique Housieaux Jean-Michel Polato               | Schlesser Original        | Overdrive Racing           |

#### Trucks
| Constructeur | Nummer | Rijder                                                                                | Model                | Team                 |
| ------------ | ------ | ------------------------------------------------------------------------------------- | -------------------- | -------------------- |
| MAN          | 600    | Hans Stacey Charly Gotlib Bernard der Kinderen                                        | MAN TGS 18.480 4×4   | MAN With a Mission 2 |
| MAN          | 607    | Philippe Jacquot William Alcaraz Johan van Gestel                                     | MAN TGS 18.480 4×4   | MAN With a Mission 2 |
| Kamaz        | 601    | Vladimir Gennádevich Chágin Sergey Gennádevich Savostin Eduard Valentínovich Nikoláev | Kamaz 4326-9         | Kamaz-Master         |
| Kamaz        | 605    | Firdaus Zaripovich Kabírov Aydar Belyaev Raisovich Andrey Viktorovich Mokeev          | Kamaz 4326-9         | Kamaz-Master         |
| Kamaz        | 608    | Ilghizar Sargsyan Mardeev Vyacheslav Viktorovich Mizyukaev Andrei Olégovich Kargínov  | Kamaz 4326-9         | Kamaz-Master         |
| Tatra        | 602    | Aleš Loprais Ladislav Lála Milan Holáň                                                | Tatra T815           | Loprais Tatra        |
| Tatra        | 604    | André De Azevedo Jaromír Martinec Maykel Justo                                        | Tatra T815           | Petrobras Lubrax     |
| GINAF        | 603    | Wulfert van Ginkel Willem Tijsterman Richard de Rooy                                  | GINAF X2222 4×4      | GINAF Rally Power    |
| GINAF        | 606    | Gerard de Rooy Tom Colsoul Arno Slaats                                                | GINAF X2222 4×4      | De Rooy 2008         |
| GINAF        | 609    | Marcel van Vliet Simon Koetsier Gerard van Veenendaal                                 | GINAF X2222 4×4      | GINAF Rally Power    |
| GINAF        | 610    | Jan de Rooy Dany Colebunders Dariusz Rodewald                                         | GINAF X2222 4×4      | De Rooy 2008         |
| Hino         | 612    | Yoshimasa Sugawara Katsumi Hamura                                                     | Hino Ranger - Pro FT | Hino Team Sugawara   |
| Hino         | 615    | Teruhito Sugawara Seiichi Suzuki                                                      | Hino Ranger - Pro FT | Hino Team Sugawara   |

## Afgelasting
Na de moord op vier Franse toeristen en drie Mauritaanse soldaten in de dagen voor de start, en als antwoord op de sterke aanbevelingen van het Franse Ministerie van buitenlandse zaken niet door Mauritanië te gaan, werd de editie van 2008 geannuleerd. De organisatie kon de veiligheid van de deelnemers niet meer garanderen. De terroristische dreigingen die door de Franse autoriteiten werden geïdentificeerd en onderzocht, waren direct gericht op de rally. Een aantal sponsoren en verzekeringsmaatschappijen trokken zich hierdoor terug. Ook werd er melding gemaakt van rechtstreekse terreurdreigingen met een boodschap van Al-Qaeda aan de Mauritaanse autoriteiten. Aan de vooravond van de start, voelde Etienne Lavigne (racedirecteur) zich gedwongen om aan te kondigen dat de editie van 2008 werd geannuleerd. De deelnemers, die in Lissabon bijeenkwamen voor de keuring, werden geraakt door het nieuws, maar begrepen de verantwoordelijke beslissing genomen door organisator ASO. Drie weken later (vrijdag 1 februari), herinnerde een terroristische aanslag in het hart van Nouakchott aan de relevantie van voorzichtigheid, en dat het maar beter was geweest dat Mauritanië in deze editie werd vermeden. Maar omdat acht van de vijftien etappes waren gepland door Mauritanië was een alternatief parcours in detail uitstippelen niet meer mogelijk.

## Gevolgen
Om te zorgen dat de deelnemers geen heel jaar hoefde te wachten, werden de Central Europe Rally en de PAX Rally georganiseerd onder de naam van de Dakar Series. Ook werd besloten de Dakar-rally 2009 in Zuid-Amerika te laten plaatsvinden. Dit continent is ook niet vrij van conflicten, maar Frankrijk als natie zal er toch minder geviseerd worden. Daarbij is de Zuid-Amerikaanse markt aanzienlijker dan de Afrikaanse. De race zou op 3 januari 2009 beginnen in Buenos Aires en daar op 18 januari ook weer eindigen. Sindsdien is de rally niet meer teruggekeerd naar Afrika. Sinds 2009 is er wel een andere race naar Dakar, de Afrika Eco Race. Deze is wel minder populair dan de Dakar rally.

## Trivia
- Het zou voor de Japanse Yoshimasa Sugawara de 26e deelname zijn, en heeft daarmee een record voor meeste verreden edities en de meeste deelnames achter elkaar. Omdat dat deze editie werd afgelast wordt deze niet in het record bijgehouden, maar omdat Yoshimasa in de editie van 2009 gewoon weer van start ging, wordt het nog steeds als één reeks gezien.[6] Voor zijn zoon Teruhito Sugawara zou het de 11e Dakar Rally zijn, waarvan zijn 4e als coureur.
- De Nederlandse inschrijvingen bestonden uit 26 motoren, 1 quad, 12 auto's en 15 trucks, 54 equipes in totaal.